# Barbara Constantine
Barbara Constantine (Nizza, 1955) è una scrittrice e sceneggiatrice francese.

## Biografia
Nata a Nizza nel 1955 ha però origini americane (suo padre era l'attore e cantante statunitense Eddie Constantine).
Sceneggiattrice, si occupa della supervisione degli script e ha lavorato, tra gli altri, con Robert Altman e Cédric Klapisch.

## Opere
- Non dire gatto... (Allumer le chat) (2007), Milano, Cairo, 2010 ISBN 978-88-6052-284-9.
- La bella estate di Mélie (A Mélie, sans mélo) (2008), Milano, Cairo, 2009 ISBN 978-88-6052-233-7.
- Tom piccolo Tom (Tom, petit Tom, tout petit homme, Tom) (2010), Roma, Fazi, 2011 ISBN 978-88-6411-270-1.
- Voisins, voisines et Jules le chat (2011) ISBN 978-2-7002-3804-4.
- E poi, Paulette... (Et puis, Paulette...), Torino, Einaudi, 2012 ISBN 978-88-06-21388-6.
- Petits portraits de très grandes personnes (2017) ISBN 978-2-7021-6147-0.

## Filmografia parziale
- Vincent & Theo, regia di Robert Altman (1990) (sceneggiatura)

## Premi e riconoscimenti
- Prix Charles-Exbrayat: 2010 per Tom piccolo Tom
- Prix Marguerite-Audoux: 2013 per E poi, Paulette...